# Evangelisches Stift Tübingen
Koordinaten: 48° 31′ 10″ N, 9° 3′ 12″ O

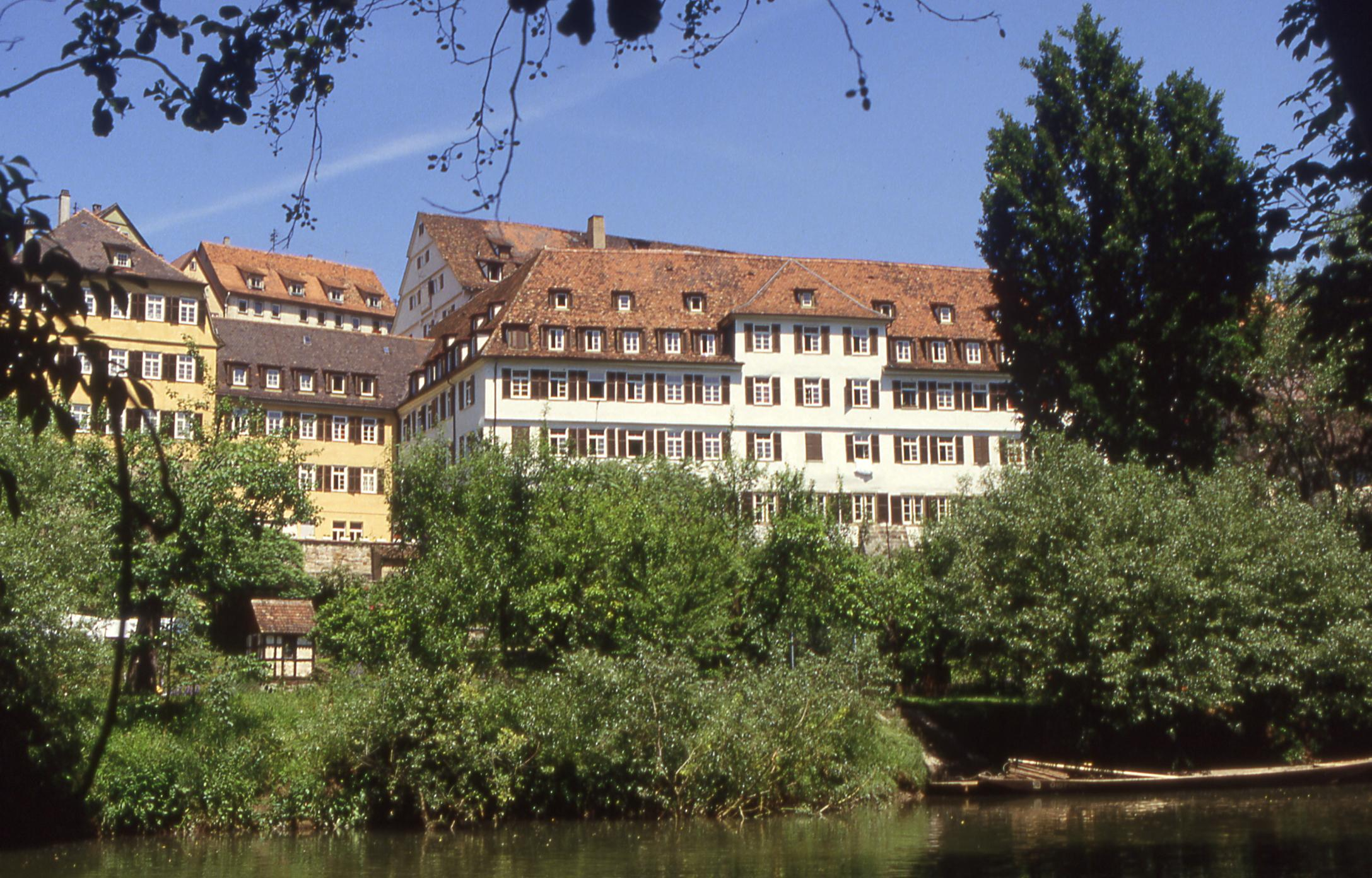
Das Evangelische Stift von der Neckarseite aus gesehen

Das Tübinger Stift ist ein Studienhaus der evangelischen Landeskirche in Württemberg. Evangelische Studierende, die eine Ordination des Theologen für ein Pfarramt in Württemberg oder das Kirchliche Lehramt für das staatliche Amt des Religionslehrers mit Lehrberechtigung an Gymnasien in Baden-Württemberg anstreben, erhalten hier für neun Semester ein „Naturalstipendium, das freies Wohnen, freie Verpflegung und wissenschaftliche Begleitung für 3,5 Monate pro Semester umfasst“.
Das Tübinger Stift wurde 1536 von Herzog Ulrich in Tübingen im mittelalterlichen Gebäude des aufgehobenen Augustinerklosters gegründet, um nach der Reformation die theologische Ausbildung begabter Kinder zu evangelischen Pfarrern sicherzustellen. Darüber hinaus sollte das Stift auf dem Boden der Theologie Martin Luthers, in Verbindung mit der Universität, eine geistliche und geistige Elite heranziehen. Traditionell wird sehr großer Wert auf eine gründliche philosophische, sprachliche und kirchenmusikalische Ausbildung gelegt. Aus dem Stift sind Theologen, Philosophen, Schriftsteller und andere Gelehrte hervorgegangen, die Einfluss auf die Entwicklung der deutschen und europäischen Geistesgeschichte hatten.

## Die Leitung des Stifts
„Die Leitung des Evangelischen Stifts liegt in den Händen des Kuratoriums, des Stiftsrates und des Ephorus.“ (Stiftsordnung C.I.1)
Dem Kuratorium obliegt die maßgebliche Entscheidungskompetenz. Es trifft grundsätzliche Entscheidungen, die sich auf das Stipendium, die Studien- oder die Hausordnung beziehen. Das Kuratorium verabschiedet den Haushaltsplan und ist an Stellenbesetzungen beteiligt. Es tagt in der Regel zweimal in einem Semester. Ihm gehören außer den vier Vertretern des Stiftsrats (Ephorus, Seniorrepetent und zwei Studierendenvertreter) zwei Vertreter des Oberkirchenrats, ein Vertreter der Landessynode und ein Vertreter der Evangelisch-theologischen Fakultät an. An seinen Sitzungen nehmen außerdem die übrigen Mitglieder des Stiftsrats sowie die gewählten Kuratoriums-Stellvertreter der beiden Stiftsältesten teil.
Der Stiftsrat befasst sich mit den Tagesgeschäften. Er konstituiert sich aus dem Ephorus, dem Studieninspektor, dem Stiftsmusikdirektor (Stimmrecht nur in Musikangelegenheiten), dem Seniorrepetenten, dem Konseniorrepetenten und den beiden Stiftsältesten.
Das Amt des Ephorus des Evangelischen Stiftes hat von 1987 bis 2005 der Theologe Eberhard Jüngel versehen. Seit 2005 wird das Amt von Volker Henning Drecoll bekleidet. Die Stelle der Studieninspektorin ist seit dem Wintersemester 2017/18 durch Viola Schrenk besetzt. Stiftsmusikdirektor ist Frank Oidtmann.

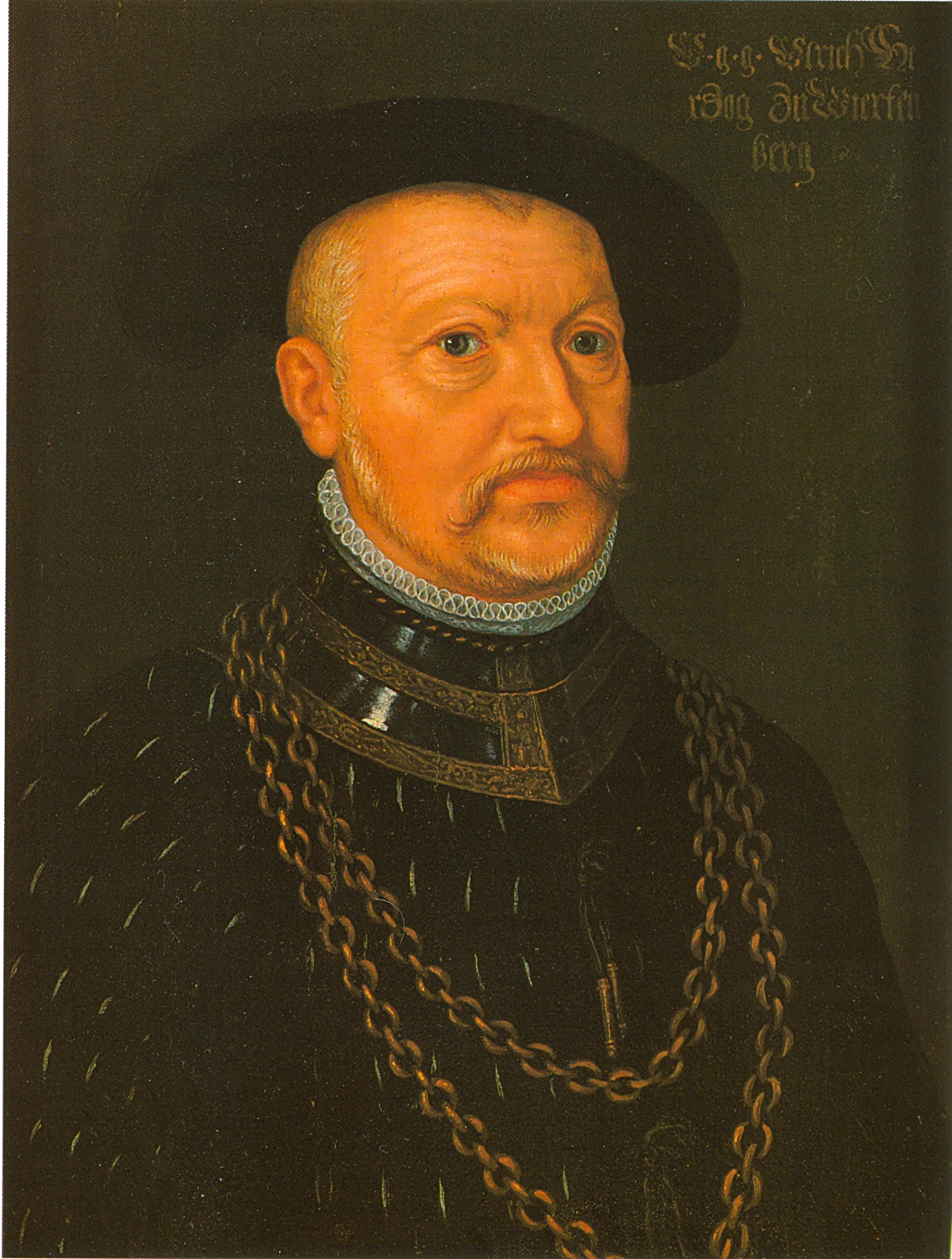
Herzog Ulrich von Württemberg, Gründer des Stifts

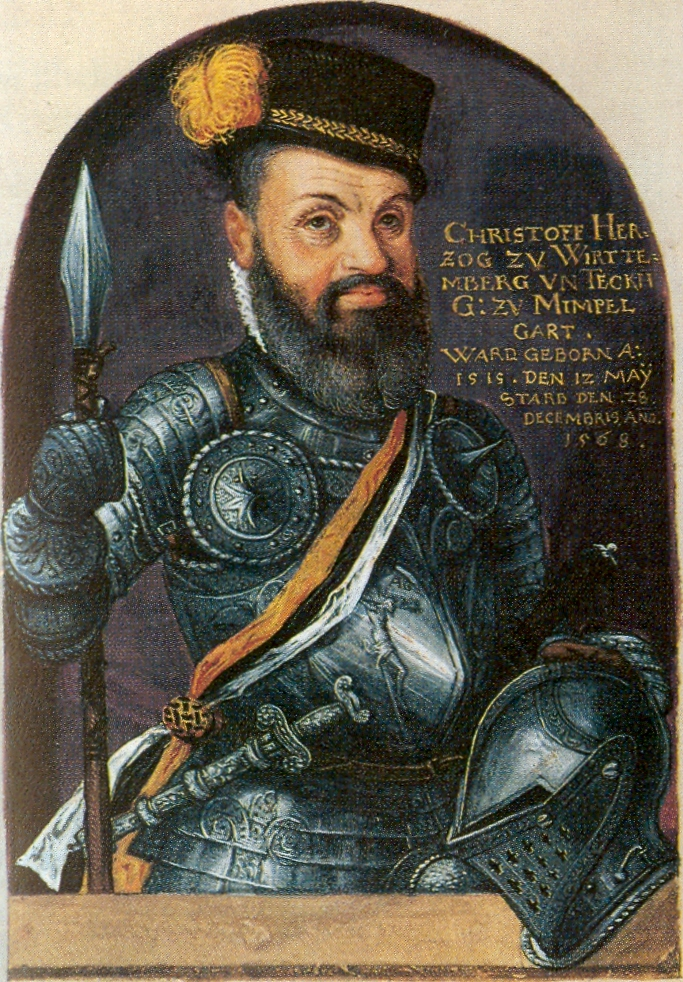
Herzog Christoph von Württemberg, Retter des Stifts

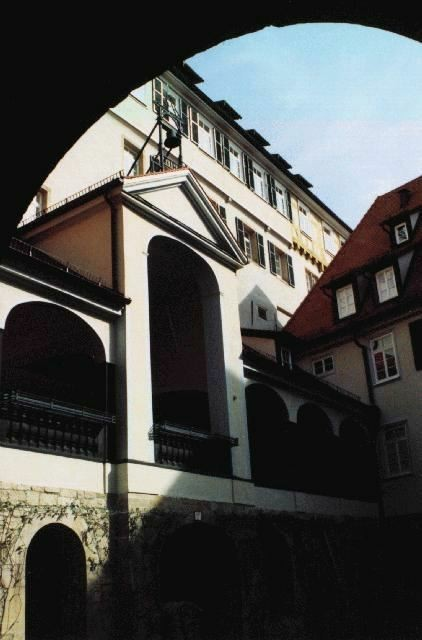
Evangelisches Stift Tübingen im Jahre 1995

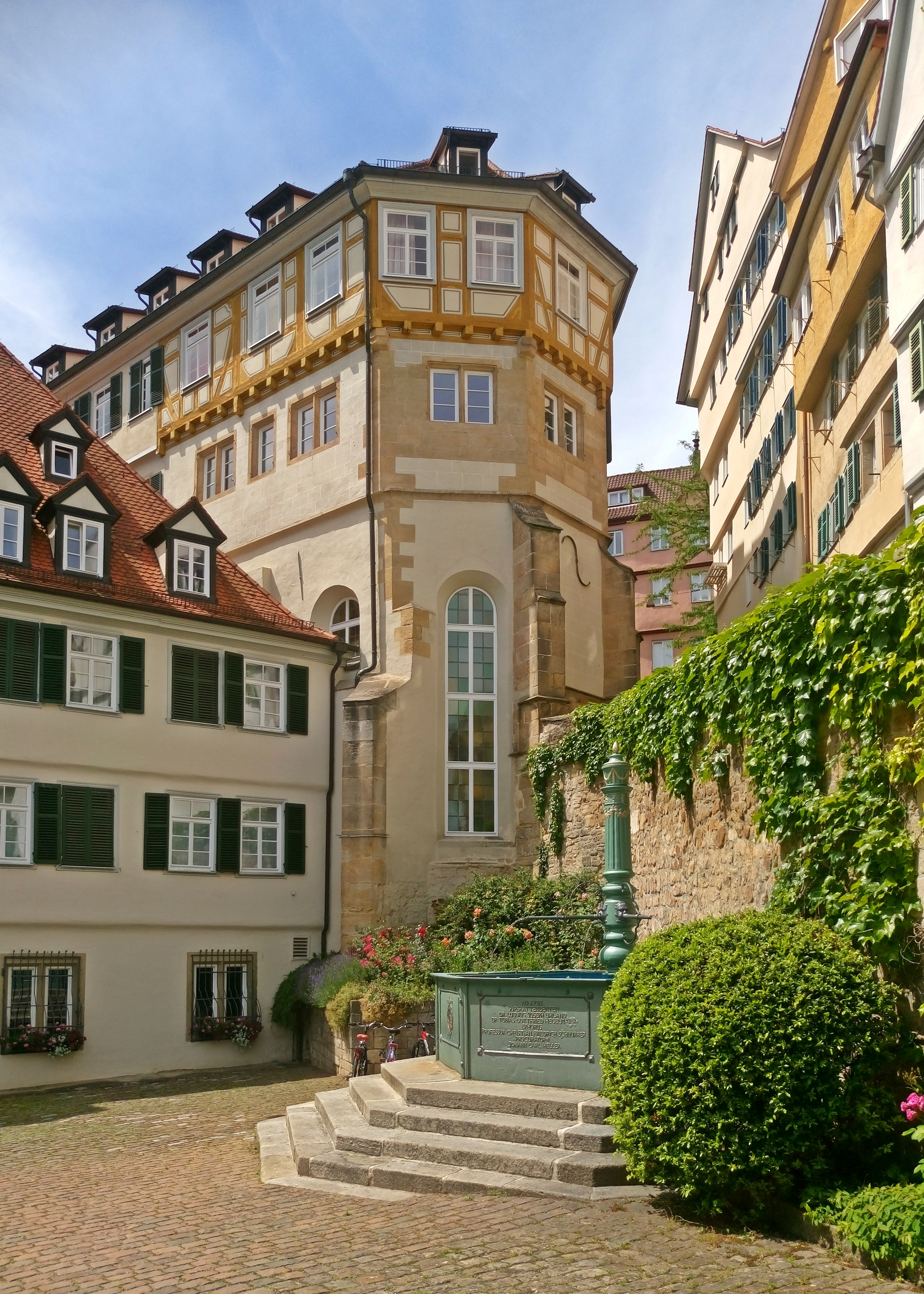
Evangelisches Stift Tübingen (2017)

## Studentische Mitverwaltung
Die Stiftsältesten werden von der Vollversammlung aller Stiftsstudierenden (Forum) für jeweils ein Semester gewählt. Sie sind dem wöchentlich tagenden Forum verpflichtet. Die Stiftsältesten werden auch „X(a)“ und „Y(a)“ genannt. „X(a)“ und „Y(a)“ sind sowohl im Stiftsrat als auch im Kuratorium des Evangelischen Stifts stimmberechtigt. Sie vertreten in diesen paritätisch besetzten Gremien die Belange der Stiftsstudierenden.
Das Forum wählt außerdem die Stiftsvertretung. Dieser gehören neben den Stiftsältesten weitere sieben studentische Vertreter, die sogenannten „Ressorts“ an. Die Stiftsvertretung führt die laufenden Geschäfte der Studierenden und bereitet Beschlüsse der Gremien des Hauses vor bzw. nach. Die verschiedenen „Ressorts“ der Stiftsvertretung erfüllen folgende Aufgaben:
- „Ressort 1“: Berechnung und Verwaltung der hausinternen Dienste, die jeder und jede Studierende abzuleisten hat, Kommunikation mit den Angestellten des Hauses sowie Koordination der Zimmerverteilung
- „Ressort 2“: Kommunikation und Koordination mit der Fachschaft, der IGWT (Interessensgemeinschaft Württembergischer Theologiestudierender) sowie dem Albrecht-Bengel-Haus
- „Ressort 3“: Ausrichten und Organisieren der Stiftsfeste, die 3-mal im Semester stattfinden müssen.
- „Ressort 4“: Erstellung des ASB (Autonomer Semesterbericht der Stiftsstudierenden)
- „Ressort 6“: Hausinternes Kultusministerium

Unterstützt wird die Stiftsvertretung (StV im Stiftsjargon) durch die sogenannten Ehrenämter, die sich beispielsweise um die Stocherkähne, Sportgegenstände oder die Studentische Bibliothek („Schöngeistige Bibliothek“) kümmern.

## Liste bedeutender Stiftsstudierender

### 16. Jahrhundert
- David Chyträus (1530–1600), Theologe, Historiker und Schulorganisator
- Philipp Nicodemus Frischlin (1547–1590), Schriftsteller, Humanist
- Michael Mästlin (1550–1631), Astronom, Mathematiker
- Jakob Magirus (1562/1564–1624), Kirchenlieddichter, Abt in Lorch
- David Runge (1564–1604), Theologe
- Hans Ulrich von Eggenberg (1568–1634), Staatsmann
- Johannes Kepler (1571–1630), Astronom
- Lucas Osiander der Jüngere (1571–1638), Theologe und Universitätskanzler
- Georg Conrad Maickler (1574–1647), Pfarrer und Dichter
- Rupertus Meldenius (1582–1651), Theologe und Pädagoge
- Johann Valentin Andreae (1586–1654), Theologe
- Johann Jakob Heinlein (1588–1660), Theologe, Geistlicher und Mathematiker
- Wilhelm Schickhardt (1592–1635), Theologe, Astronom, Universalgelehrter

### 17. Jahrhundert
- Carl Bardili (1600–1647), Theologe und Mediziner
- Andreas Carolus (1632–1704), Theologe, Kirchenhistoriker und Abt
- Matthaeus Hiller (1646–1725), Theologe, Geistlicher und Abt
- Johann Ulrich Erhard (ca. 1749–1718), Lyriker, Gymnasiallehrer und Geistlicher
- Andreas Adam Hochstetter (1668–1717), Theologe
- Johann Eberhard Rösler (1668–1733), Philosoph und Hochschullehrer später Ephorus des Stifts
- Philipp Joseph Jenisch (1671–1736), Theologe, Architekt und Baumeister
- Christian Eberhard Weißmann (1677–1747), Theologe, Kirchenhistoriker und Hochschullehrer
- Johann Albrecht Bengel (1687–1752), Theologe
- Wilhelm Gottlieb Tafinger (1691–1757), Geistlicher, Theologe, Generalsuperintendent und Abt von Adelberg
- Georg Bernhard Bilfinger (1693–1750), Philosoph, Baumeister, Mathematiker und Theologe
- Philipp Friedrich Hiller (1699–1769), Theologe und Kirchenlied Dichter

### 18. Jahrhundert
- Georg Friedrich Steinweeg (1700–1762), Professor der Klosterschule Denkendorf
- Gottfried Käuffelin (1701–1777), lutherischer Prälat und Abt
- Friedrich Christoph Oetinger (1702–1782), Theologe
- Johann Ulrich Steinhofer (1709–1757), Theologe, Philosoph und Chronist
- Cosmann Friedrich Köstlin (1711–1790), Superintendent in Esslingen am Neckar
- Johann Pöschel (1711–1741), Geistlicher und Kirchenlieddichter
- Johann Kies (1713–1781), Theologe, Mathematiker und Astronom
- Johann Christoph Ludwig Mieg (1731–1807), Abt, Generalsuperintendent und Prälat von Maulbronn
- Johann Friedrich LeBret (1732–1807), Historiker und Theologe
- Christian Friedrich Rösler (1736–1821), Historiker, Geistlicher und Hochschullehrer
- Johann Ulrich Schwindrazheim (1737–1813), Dichter und Geistlicher
- Johann Friedrich Breyer (1738–1826), evangelischer Geistlicher, Philosoph und Hochschullehrer
- Johann Christian von Majer (1741–1821), Rechtswissenschaftler und Hochschullehrer
- Johann Gottlieb Steeb (1742–1799), Geistlicher und landwirtschaftlicher Schriftsteller
- Nathanael Köstlin (1744–1826), Theologe und Ehrenprälat; Privatlehrer Hölderlins
- Jakob Friedrich von Abel (1751–1829), Philosoph
- Johann Jakob Heinrich Nast (1751–1822), klassischer Philologe und lutherischer Geistlicher
- Ludwig Timotheus Spittler (1752–1810), Historiker und Politiker
- Gebhard Ulrich Brastberger (1754–1813), Philosoph und Pädagoge
- Johann Georg Hutten (1755–1834), Gymnasialrektor und klassischer Philologe
- Philipp Ludwig Hermann Röder (1755–1831), Theologe und Schriftsteller
- Christian Adam Dann (1758–1837), Theologe und Tierschützer
- Victor Heinrich Riecke (1759–1830), Pfarrer und Schulmann
- Christoph Gottfried Bardili (1761–1808), Philosoph
- Heinrich Eberhard Gottlob Paulus (1761–1851), Theologe und Hochschullehrer
- Karl Friedrich Reinhard (1761–1837), französischer Diplomat
- Christian Friedrich Baz (1762–1808), Theologe und Jurist
- Karl Philipp Conz (1762–1827), Schriftsteller
- Albrecht Weyermann (1763–1832), Geistlicher und Literaturhistoriker
- Johann Gottlieb Friedrich von Bohnenberger (1765–1831), Mathematiker, Physiker, Geodät
- Johann Friedrich Schlotterbeck (1765–1840), Dichter, Lehrer und Verwaltungsbeamter
- Friedrich Gottlieb Süskind (1767–1829), Theologe
- Rudolf Friedrich Heinrich Magenau (1767–1846), Pfarrer und Schriftsteller
- Christian Ludwig Neuffer (1769–1839), Theologe und Dichter
- Friedrich Hölderlin (1770–1843), Dichter
- Georg Wilhelm Friedrich Hegel (1770–1831), Philosoph
- Karl Wilhelm Friedrich von Breyer (1771–1818), Historiker und Hochschullehrer
- Johann Christian von Pfister (1772–1835), Historiker und Generalsuperintendent von Tübingen
- Karl August Christoph Friedrich Zoller (1773–1858), Pädagoge
- Friedrich Schelling (1775–1854), Philosoph
- Gottlob Christian Friedrich Fischhaber (1779–1829), Philosoph und Gymnasiallehrer
- Philipp Joseph Rehfues (1779–1843), Schriftsteller
- Willibald Feuerlein (1781–1850), Jurist und Politiker
- Gottlieb Friedrich Jäger (1783–1843), Geistlicher, Theologe und Hochschullehrer, später Ephorus des Stifts
- Christian Ferdinand Friedrich Hochstetter (1787–1860), Theologe und Botaniker
- Karl Ludwig Roth (1790–1868), Pädagoge und Philologe
- Gustav Schwab (1792–1850), Theologe, Schriftsteller
- Ferdinand Christian Baur (1792–1860), Theologe
- Friedrich Glück (1793–1840), Pfarrer, Dichter und Komponist
- Carl Friedrich Haug (1795–1869), Theologe und Historiker
- August Pauly (1796–1845), Philologe
- Christian Friedrich Kling (1800–1862), Theologe, Geistlicher und Hochschullehrer

### 19. Jahrhundert
- Wilhelm Hauff (1802–1827), Theologe und Schriftsteller
- Karl Georg Haldenwang (1803–1862), Pfarrer und Sozialreformer
- Johannes Mährlen (1803–1871), Ökonom und Historiker
- Christian Heinrich von Nagel (1803–1882), Mathematiker
- Wilhelm Waiblinger (1804–1830), Dichter, Schriftsteller
- Eduard Mörike (1804–1875), Pfarrer und Dichter
- Theodor Eisenlohr (1805–1869), Pädagoge, Abgeordneter der Frankfurter Nationalversammlung
- Johann Christoph Blumhardt (1805–1880), Pfarrer, Theologe und Seelsorger
- Sixt Karl Kapff (1805–1879), Theologe
- Wilhelm Hoffmann (1806–1873), Theologe
- Friedrich Theodor Vischer (1807–1887), Schriftsteller, Literaturwissenschaftler, Abgeordneter der Frankfurter Nationalversammlung
- Wilhelm Zimmermann (1807–1878), Pfarrer, Historiker, Abgeordneter der Frankfurter Nationalversammlung
- David Friedrich Strauß (1808–1874), Theologe, Schriftsteller
- Jakob Friedrich Reiff (1810–1879), Philosoph
- Gustav Friedrich Oehler (1812–1872), Theologe und Hochschullehrer
- Hermann Kurz (1813–1873), Schriftsteller
- Eduard Zeller (1814–1908), Theologe, Philosoph
- Hermann Gundert (1814–1893), Theologe, Missionar und Sprachwissenschaftler
- Christoph Hoffmann (1815–1885), Theologe, Politiker, Abgeordneter der Frankfurter Nationalversammlung
- Gustav von Rümelin (1815–1889), Pädagoge, Politiker, Statistiker, Kanzler der Universität Tübingen
- Karl von Gerok (1815–1890), Theologe, Lyriker
- Georg Herwegh (1817–1875), Dichter des Vormärz, Revolutionär
- Albert Schwegler (1819–1857), Theologe, Philosoph und Historiker
- Karl Christian Planck (1819–1880), Naturphilosoph
- Theodor Pressel (1819–1877), Geistlicher und Kirchenhistoriker
- Wilhelm Siegmund Teuffel (1820–1878), Philologe
- Christian Friedrich August Dillmann (1823–1894), Theologe, Äthiopist
- Wilhelm Heyd (1823–1906), Bibliothekar und Historiker
- Karl August Auberlen (1824–1864), Theologe
- Heinrich Lang (1826–1876), Theologe
- Julius Köstlin Theologe, Pionier der historischen Lutherforschung
- Adolf Bacmeister (1827–1873), Germanist und Schriftsteller
- Ernst Trumpp (1828–1885), Sprachwissenschaftler
- Rudolf von Schmid (1828–1907), Theologe
- Ernst Osiander (1829–1864), Orientalist und Geistlicher
- David Friedrich Weinland (1829–1915), Zoologe und Schriftsteller
- Christian von Dillmann (1829–1899), Pädagoge und Schulreformer
- Ferdinand von Hochstetter (1829–1884), Geologe
- Albert Schäffle (1831–1903), Volkswirt, Soziologe, Politiker
- Theodor Christlieb (1833–1889), Theologe
- Julius Euting (1839–1913), Bibliotheksdirektor, Orientalist
- Christoph Blumhardt (1842–1919), Theologe, Begründer des Christlichen Sozialismus
- Friedrich Dürr (1843–1926), Pädagoge und Historiker
- Friedrich Martin Jehle (1844–1941), Theologe, Hymnologe, Stadtpfarrer
- Karl Albert Wilhelm Bacmeister (1845–1920), Oberkirchenrat, Militärpfarrer und Dekan
- Paul Lang (1846–1898), Pfarrer und Schriftsteller
- Immanuel von Frohnmeyer (1848–1931), Pädagoge und Generalsuperintendent von Reutlingen
- Theodor von Haering (1848–1928), Theologe und Hochschullehrer, Ephorus des Stifts
- Heinrich Adolf Köstlin, Theologe, Mitbegründer des Deutschen Evangelischen Kirchengesangvereins
- Eberhard Nestle (1851–1913), Theologe, Orientalist
- Hermann Fischer (1851–1920), Germanist, Verfasser des Schwäbischen Wörterbuchs
- Hans Vaihinger (1852–1933), Philosoph
- Eugen von Schneider (1854–1937), Archivar und Landeshistoriker
- Otto Ludwig Umfrid (1857–1920), Theologe, Begründer der Deutschen Friedensgesellschaft
- Johannes von Hieber (1862–1951), Politiker, Staatspräsident in Württemberg
- Wilhelm Paret (1864–1938), Pfarrer und Fotograf
- Robert Gradmann (1865–1950), Pfarrer, Botaniker, Landeskundler
- Karl Holl (1866–1926), Kirchenhistoriker und Mitglied der Preußischen Akademie der Wissenschaften
- Immanuel Herrmann (1870–1945), Theologe, Ingenieur und Politiker
- Peter Goessler (1872–1956), Prähistoriker
- Richard Wilhelm (1873–1930), Sinologe, Übersetzer und Hochschullehrer in Peking, zuletzt Frankfurt am Main.
- Karl Heim (1874–1958), Theologe
- Arthur Jehle (1874–1957), Theologe, Missionar (Goldküste), Pfarrer, Missionssekretär
- Walter F. Otto (1874–1958), Altphilologe
- Wilhelm Gundert (1880–1971), Theologe und Ostasienwissenschaftler
- Edwin Hoernle (1883–1952), Politiker
- Theodor Haering (1884–1964), Philosoph
- Erich Schairer (1887–1956), Journalist und Publizist
- Richard Ottmar (1889–1956), Theologe und Fahrplanexperte
- Wilhelm Rudolph (1891–1987), Orientalist, Theologe
- Julius von Jan (1897–1964), Pfarrer und Widerstandskämpfer gegen das NS-Regime

### 20. Jahrhundert
- Rudi Paret (1901–1983), Philologe und Islamwissenschaftler
- Albrecht Goes (1908–2000), Theologe und Schriftsteller
- Friedrich Lang (1913–2004), Pfarrer und Theologe sowie 1956 bis 1970 Ephorus des Tübinger Stiftes
- Hans Conzelmann (1915–1989), Theologe und Neutestamentler
- Konrad Eißler (1932–2024), Theologe
- Oswald Bayer (* 1939), Theologe
- Kurt Joachim Lauk (* 1946), Politiker und Europaabgeordneter
- Siegfried Zimmer (* 1947), Hochschullehrer
- Albrecht Grözinger (* 1949), Ordinarius für Praktische Theologie
- Joachim Hahn (* 1954), Theologe
- Frank Otfried July (* 1954), Theologe und Landesbischof der Evangelischen Landeskirche in Württemberg (2005–22)
- Bernhard Leube (* 1954), Theologe
- Wolfgang Schöllkopf (1958–2024), Kirchenhistoriker
- Christof Landmesser (* 1959), Theologe
- Konrad Klek (* 1960), Theologe, Kirchenmusiker und Universitätsmusikdirektor
- Heike Schmoll (* 1962), Theologin und Journalistin

## Liste der Stiftsmusikdirektoren im 20. Jahrhundert
- Richard Gölz, 1928 bis 1935[4]
- Walter Kiefner, 1935 bis 1966[5]
- Martin Rößler, 1966 bis 1973[6]
- Gero Soergel, 1975 bis 1990
- Karl Rathgeber, 1992 bis 1994
- Hans-Peter Braun, 1995 bis 2015
- Frank Oidtmann, 2015 bis 2024

(Quelle:)

## Liste bedeutender Stiftsrepetenten
- Jakob Magirus (1562/1564–1624), Kirchenlieddichter, Abt in Lorch
- Johann Jakob Heinlein (1588–1660), Theologe, Geistlicher und Mathematiker
- Andreas Carolus (1632–1704), Theologe, Kirchenhistoriker und Abt
- Matthaeus Hiller (1646–1725), Theologe, Geistlicher und Abt, Ephorus des Stifts
- Christian Eberhard Weißmann (1677–1747), Theologe, Kirchenhistoriker und Hochschullehrer
- Ludwig Eberhard Fischer (1695–1773), lutherischer Geistlicher, Theologe, Kirchenlieddichter und Politiker
- Gottlob Christian Kern (1792–1835), Geistlicher, Theologe und Kirchenlieddichter
- Georg Friedrich Steinweeg (1700–1762), Theologe, Professor der Klosterschule Denkendorf
- Christian Friedrich Rösler (1736–1821), Historiker, Geistlicher und Hochschullehrer
- Gebhard Ulrich Brastberger (1754–1813), Philosoph und Pädagoge, Pädagogiarch unter der Staig
- Jakob Gottlieb Wurm (1778–1847), Pfarrer und Professor
- Christian Gottlieb Wunderlich (1780–1843), Pädagoge und Pfarrer
- Gottlieb Friedrich Jäger (1783–1843), Geistlicher, Theologe und Hochschullehrer, später Ephorus des Stifts
- Gottlob Christian Friedrich Fischhaber (1779–1829), Philosoph und Gymnasiallehrer
- Friedrich Heinrich Kern (1790–1842), Theologe und Hochschullehrer, später auch Inspektor des Stifts
- Julius Friedrich Wurm (1791–1839), Theologe und Lehrer
- Christian Friedrich Schmid (1794–1852), Theologe und Hochschullehrer
- Carl Friedrich Haug (1795–1869), Theologe und Historiker
- Wilhelm Matthäus Pahl (1795–1875), Altphilologe und Pädagoge
- Christian Friedrich Kling (1800–1862), Theologe, Geistlicher und Hochschullehrer
- Wilhelm Hofacker (1805–1848), pietistischer Geistlicher
- Jakob Friedrich Reiff (1810–1879), Philosoph
- Gustav Friedrich Oehler (1812–1872), Theologe und Hochschullehrer, später auch Ephorus des Stifts
- Ernst Osiander (1829–1864), Orientalist und Geistlicher
- Leonhard Ableiter (1844–1921), Gymnasiallehrer, Philologe und Präsident der Ministerialabteilung für die höheren Schulen
- Otto Kirn (1857–1911), deutscher Theologe und Hochschullehrer
- Richard Gölz (1887–1975), Pfarrer im Widerstand zum NS-Regime, KZ-Gefangener, orthodoxer Theologe und Kirchenmusiker
- Paul Schempp (1900–1959), Theologe und Widerstandskämpfer in der NS-Zeit
- Otto Betz senior (1917–2005), Theologe, Neutestamentler und Judaist
- Jörg Zink (1922–2016), Fernsehpfarrer und Sachbuchautor
- Klaus Scholder (1930–1985), Theologe und Historiker
- Jörg Baur (1930–2022), Theologe
- Martin Brecht (1932–2021), Theologe und Historiker
- Albrecht Grözinger (* 1949), Praktischer Theologe
- Michael Graf Münster (* 1957), Kirchenmusiker und Theologe

## Zitate
„Wer im Land etwas werden will, muß im Stift gewesen sein. Wer außerhalb des Landes etwas werden will, muß aus dem Stift geflogen sein. Tertium non datur.“

„In demselben Jahre [1536] wurde die erste Ordnung für Errichtung des theologischen Stifts zu Tübingen, der noch auf den heutigen Tag blühenden Bildungsanstalt evangelischen Geistlichen, entworfen. […] aus welchem seit dreihundert Jahren viel fromme und gelehrte Männer und einige große Geister, unsterbliche Zierden des Staats, der Kirche und der Schule, hervorgegangen sind.“

„Man hat nur das Wort Tübinger Stift auszusprechen, um zu begreifen, was die deutsche Philosophie im Grunde ist, – eine hinterlistige Theologie …“

„Was war früher so ein Stiftsrepetent gewesen! Jeder den Marschallsstab im Tornister und alle höchsten Höhen des Geistes greifbar vor sich. Hatten nicht David Friedrich Strauß und Friedrich Theodor Vischer, diese Repetenten Germaniens, vor allen zu ihnen gehört? Und wenn schon, wie die Geschichte lehrte, aus einem gewöhnlichen Stiftler schlechthin alles zwischen Himmel und Erde werden konnte, wie viel mehr dann aus einem Stiftsrepetenten? […] Eine Tatsache, der denn auch das gehobene Selbstbewußtsein der Repetenten zu allen Zeiten voll entsprochen hatte, so daß sogar ein Vers über Napoleon als geflügeltes Wort umging: Den Größenwahn kriegt’ er am End / Und meint’ er wär’ Stiftsrepetent …“

„Wenn ich doch nur ein bisschen mehr Esprit hätte! Ich trinke und trinke, damit ich ein wenig leichter werde – und werde doch nur schwerer... Hölderlin raucht auch zuviel. Obwohl – dafür trinke ich mehr. Rauchen und Trinken – das ist unsere Opposition, wie jämmerlich. Aber was bleibt einem sonst hier. Besser noch im Boulanger zu hocken, als im Stift zu beten...“